# 델 헤니
델 헤니(Del Henney, 1935년 7월 24일 ~ 2019년 1월 14일)는 영국의 배우, 텔레비전 배우이다.
리버풀에서 태어났다.

## 영화
- 데블스 플레이그라운드 (2010년) - 닥터 브룩 역
- 더 빌 (1984년)
- 조셉 앤드류스 (1977년)
- 형사 브레이건 (1975년)
- 어둠의 표적 (1971년)
- Z 카스 (1962년)